# الدوري البيروي لكرة القدم 1993
الدوري البيروفي لكرة القدم 1993 (بالإسبانية: Campeonato Descentralizado 1993)‏ هو الموسم 65 من الدوري البيروفي لكرة القدم. كان عدد الأندية المشاركة فيه 16، وفاز فيه الجامعي دي بيرو.